# Dollodon

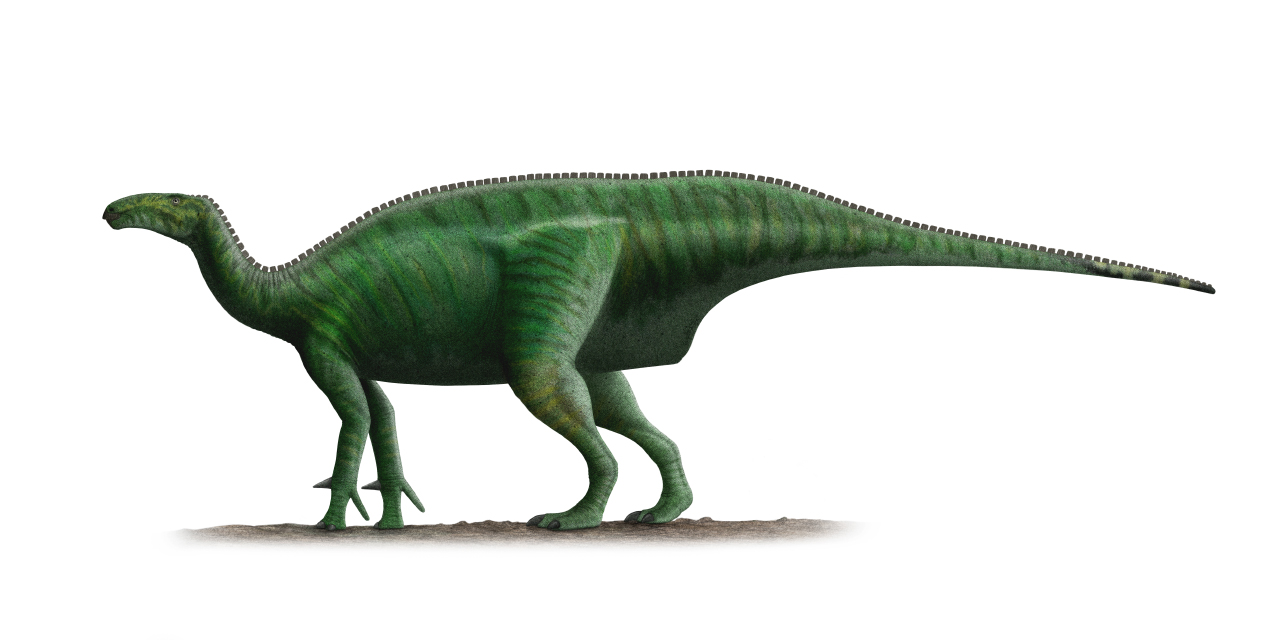
Dollodon

Dollodon is een geslacht van dinosauriërs behorend tot de groep van de Euornithopoda dat tijdens het Vroege Krijt leefde in het gebied van het huidige Europa. De typesoort is Dollodon bampingi.

## Vondsten en naamgeving
Bij het Belgische Bernissart werd in de negentiende eeuw een groot aantal skeletten uit een kolenmijn geborgen, die toebehoorden aan de al bekende dinosauriër Iguanodon. Een van de skeletten was echter afwijkend van de overige en werd in 1881 door George Albert Boulenger toegeschreven aan de soort Iguanodon mantelli Meyer 1881. In 1986 werd die soort door David Bruce Norman ondergebracht bij de soort Iguanodon atherfieldensis, ook al bekend van vondsten uit Engeland.
In 2007 concludeerde Gregory S. Paul dat I. atherfieldensis tot een ander geslacht behoorde, dat hij benoemde als Mantellisaurus; maar tevens dat het afwijkende Belgische skelet zelfs niet tot dit nieuwe genus behoorde maar tot een tweede nieuw geslacht dat hij benoemde als Dollodon. Mantellisaurus heeft een veel kortere romp en armen.
De geslachtsnaam verwijst naar Louis Dollo, de negentiende-eeuwse Frans/Belgische paleontoloog die de iguanodonskeletten onderzocht, en verbindt zijn naam met ~odoon, "getand" vanuit ὀδούς, odous, Klassiek Grieks voor "tand", naar analogie met Iguanodon. De soortaanduiding eert Daniel Bamping, de Britse schrijver van populair-wetenschappelijke boeken, die Paul bijstond in het onderzoek. 
In 2010 stelden Kenneth Carpenter en Yusuke Ishida dat een linkerachterpoot in 1870 bij Whitfield op Wight opgegraven en in 1882 door John Whitaker Hulke benoemd als Iguanodon Seelyi identiek zou zijn aan Dollodon. In dat geval zou deze eerder benoemde soort prioriteit hebben en de soortnaam Dollodon seelyi worden. Deze soortaanduiding eert sir Charles Seely, de eigenaar van Brook Estate waar het fossiel gevonden werd. Volgens Darren Naish echter tonen andere resten van I. seelyi aan dat deze soort verschillend is van Dollodon. In 2011 stelde Andrew McDonald dat Dollodon toch een jonger synoniem zou zijn van Mantellisaurus. Norman viel hem daarin bij in 2012.
Het holotype is IRSNB 1551, oorspronkelijk beschreven door Dollo in 1882, en bestaat uit een vrijwel volledig skelet, afkomstig uit het Barremien, ongeveer 125 miljoen jaar geleden. Het skelet is niet geheel volgroeid.

## Beschrijving
Dollodon is een herbivoor en had een graciele vorm met een lange snuit, een langgerekt lichaam en smalle heupen; hij liep wellicht normaliter op de achterpoten. De lengte was als volwassene minstens zes meter en het gewicht minstens een ton. Paul beschouwt Dollodon als meer geavanceerd dan Iguanodon en, afhankelijk van de definitie, misschien zelfs behorend tot de Hadrosauroidea. Dit oordeel is echter niet gebaseerd op een exacte kladistische analyse.